# وزغ کالیفرنیا
وزغ کالیفرنیا (نام علمی: Anaxyrus californicus) نام یک گونه از تیره وزغ‌های راستین است.